# Robert Voorhamme
Robert Voorhamme, né le 14 août 1949 à Anvers, est un homme politique belge flamand, membre de Sp.a.
Il est ingénieur commercial (RUCA) et agrégé de l'enseignement moyen supérieur.
Il fut assistant au RUCA, enseignant, professeur, chercheur, conseiller économique puis secrétaire interrégional et national de l'ABVV.

## Fonctions politiques
- Conseiller communal et échevin à Anvers depuis 2003
- député au Parlement flamand :
  - du 13 juin 1995 au 13 juin 2004
  - depuis le 22 juillet 2004 au 7 juin 2009